# 圣皮埃尔维尔
圣皮埃尔维尔（法語：Saint-Pierreville，法語發音：[sɛ̃ pjɛʁvil]）是法国阿尔代什省的一个市镇，属于罗讷河畔图尔农区。

## 地理
圣皮埃尔维尔（44°48'57"N, 4°29'13"E）面积20.56 平方千米，位于法国奥弗涅-罗讷-阿尔卑斯大区阿尔代什省，该省份为法国东南部内陆省份，北起顺时针与卢瓦尔省、伊泽尔省、德龙省、沃克吕兹省、加尔省、洛泽尔省和上盧瓦爾省接壤。
与圣皮埃尔维尔接壤的市镇（或旧市镇、城区）包括：阿尔邦达尔代什、格吕拉斯、伊萨穆朗、圣艾蒂安德塞尔、圣热内斯拉尚。

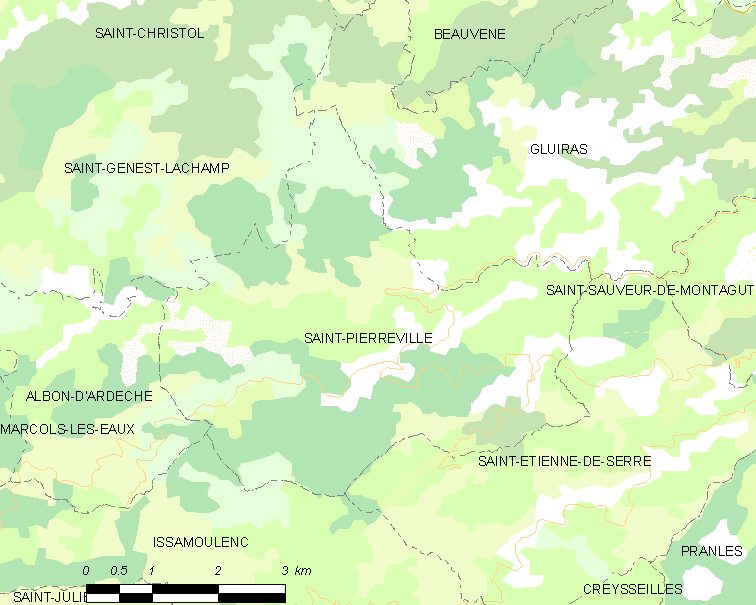
圣皮埃尔维尔的OSM定位图

圣皮埃尔维尔的时区为UTC+01:00、UTC+02:00（夏令时）。

## 行政
圣皮埃尔维尔的邮政编码为07190，INSEE市镇编码为07286。

## 政治
圣皮埃尔维尔所属的省级选区为上埃里约县。

## 人口

1962-2008年间圣皮埃尔维尔人口变化图示

圣皮埃尔维尔于2022年1月1日时的人口数量为515人。